# Carlo Petrini (journaliste)
Pour les articles homonymes, voir Petrini et Carlo Petrini.
Carlo Petrini, connu comme Carlin (né le 22 juin 1943 à Bra, Piémont) est un journaliste, sociologue, activiste et critique gastronomique italien, fondateur de l’association Slow Food.

## Biographie
Fils d'une marchande de légumes et d'un cheminot[réf. nécessaire], Carlo Petrini étudie la sociologie à l'université de Trente. Il participe activement à la politique, élu conseiller municipal de la liste du parti d'unité prolétarienne à Bra. Il est aujourd'hui affilié au parti démocrate.
Il traite de la gastronomie et du vin depuis 1977 dans les principaux périodiques et journaux italiens et participe activement à la naissance, avec Stefano Bonilli, de Gambero Rosso, initialement un encart mensuel d' Il manifesto. À cette époque, par l'intermédiaire d'ARCI, il collabore au Club Tenco et est le découvreur, en 1980, des Jumelles Nete. Il fonde « l'Association libre et méritoire des amis du Barolo », qui deviendra en juillet 1986 Arcigola, entretenant des liens étroits avec Gambero Rosso et avec la revue La Gola.
Il est le créateur d'événements importants tels que Cheese, le Salone del Gusto de Turin et , en octobre 2004, de la biennale Terra Madre, qui se déroule à Turin en même temps que le Salone del Gusto, rencontre mondiale des communautés nourricières, qui a réuni 5 000 producteurs de 150 pays du monde entier et a fêté sa huitième édition en 2018. L'association Terra Madre constitue une communauté mondiale d'acteurs engagés pour une meilleure alimentation.
Il fonde le Mouvement International Slow Food le 9 décembre 1989 à Bra, qu'il dirige depuis.
Il édite le Guida ai Vini del Mondo et est rédacteur en chef de la Guida ai Vini d'Italia. Entre autres publications, il collabore avec l'Unità et La Stampa ; depuis 2007, c'est une signature de La Repubblica .
Il est à la pointe d'une bataille contre les OGM, se trouvant souvent en désaccord avec les intervenants du monde scientifique, favorables à la recherche sur les Organismes Génétiquement Modifiés et à leur utilisation.
En 2004, il crée l'université internationale des sciences gastronomiques à Pollenzo.
Le 23 mai 2007, il est nommé parmi les 45 membres du comité national de promotion du Parti démocrate. Le 5 janvier 2008, il est désigné par The Guardian, comme l'une des « 50 personnalités qui peuvent sauver la planète et en août de la même année, il est nommé Ashoka Fellow. En 2012, il est désigné par Vittorio Sgarbi comme candidat au poste de premier ministre de sa formation politique et en 2013 par Michele Santoro comme possible ministre d'un gouvernement,.
Il est également à l'origine, avec Mgr Domenico Pompili (it), des communautés Laudato si'.
Ancien communiste, non croyant, mais ouvert à une éventuelle conversion, il est défini par le pape François comme « pieux agnostique ».

## Nourrir la planète
Carlo Petrini est l'un des partisans les plus convaincus en Italie d'une agriculture plus « compatible », y identifiant également une méthode de rendements plus élevés et luttant donc contre la puissance excessive de l'industrie agroalimentaire.
À cette hypothèse s'opposent ceux, comme le prix Nobel Norman Borlaug, le père de la révolution verte, ou l'agronome Antonio Saltini, qui prédisent plutôt un avenir dans lequel adviendra une nouvelle dramatisation du problème des pénuries alimentaires du fait de l'épuisement du potentiel des découvertes et des moyens techniques qui ont permis de tripler la production céréalière du globe en cinq décennies.

## Distinctions
- 2000 : trophée Communicator of the Year (établi par l'IWSC, International Wine and Spirit Competition).
- 2002 : prix Sicco Mansholt, organisé par la fondation néerlandaise du même nom, pour l'action entreprise par Slow Food pour soutenir et défendre un nouveau modèle d'agriculture durable.
- 2004 : nommé l'un des « Héros de notre temps »" par Time dans la catégorie Innovateur.
- 2009 : prix Il Torinese dell'Anno.
- 2010 : prix national de la culture de la paix[14].
- 2010 : prix du citoyen européen.
- 2012 : prix Camillo Cavour (créé par l'Association « Les Amis de la Fondation Camillo Cavour » en collaboration avec la « Fondation Camillo Cavour »).
- 2013 : prix Fionda di Legno pour avoir promu d'importantes batailles contre les OGM, pour la défense du territoire et de la dignité du travail[15].
- 2013 : récompense du programme Champions de la Terre, la plus haute récompense environnementale décernée par les Nations Unies, dans la catégorie « inspiration et action »[2].
- 2013 : citoyenneté d'honneur de Laigueglia[16].
- 2014 :  diplôme honorifique en « droit comparé, économie et finance » du Collège universitaire international de Turin[17].
- 2016 : nommé ambassadeur spécial de la FAO en Europe pour Fame Zero[18].

## Ouvrages
- Buono, Pulito e Giusto. Principi di una nuova gastronomia, Einaudi (2005; Giunti/Slow Food editore 2016)
- Slow Food Revolution, Rizzoli.
- Slow Food. Le ragioni del gusto, Laterza.
- Atlante delle vigne di Langa. Barolo e Barbaresco, Slow Food Editore.
- avec Gigi Garanzini, In Francia con l'Italia, Baldini e Castoldi Dalai.
- avec Marisa Radaelli et Carlo Leidi, La Morra nel cuore del Barolo. Storie e immagini di una delle capitali del vino, GRH.
- Terra madre. Come non farci mangiare dal cibo (con DVD), Giunti editore, 2009  (ISBN 978-88-09-74436-3).
- Cibo e libertà, Giunti/Slow Food editore, 2013.
- avec Stefano Mancuso, Biodiversi, Giunti/Slow Food editore, 2015.
- avec Gigi Padovani, Slow Food. Storia di un'utopia possibile, Giunti/Slow Food editore, 2017.
- Terrafutura. Dialoghi con Papa Francesco sull'ecologia integrale, Giunti/Slow Food editore, 2020  (ISBN 978-88-09-90545-0).